# 4.º Batallón de Instrucción de la Fuerza Aérea (OB)
El 4.º Batallón de Instrucción de la Fuerza Aérea (OB) (4. Ausbildungs-Bataillon (OB) der Luftwaffe) fue una unidad militar de la Luftwaffe durante la Segunda Guerra Mundial.

## Historia
Formado el 15 de enero de 1945 en Esbjerg (Dinamarca) con componentes de la Escuela de Artillería y Observadores de Combate. El 2 de abril de 1945 es transferido a Assens, después al área de Oldenburgo, con 1154 hombres para la 20.ª División de Paracaidistas.